# Photophysikalischer Prozess

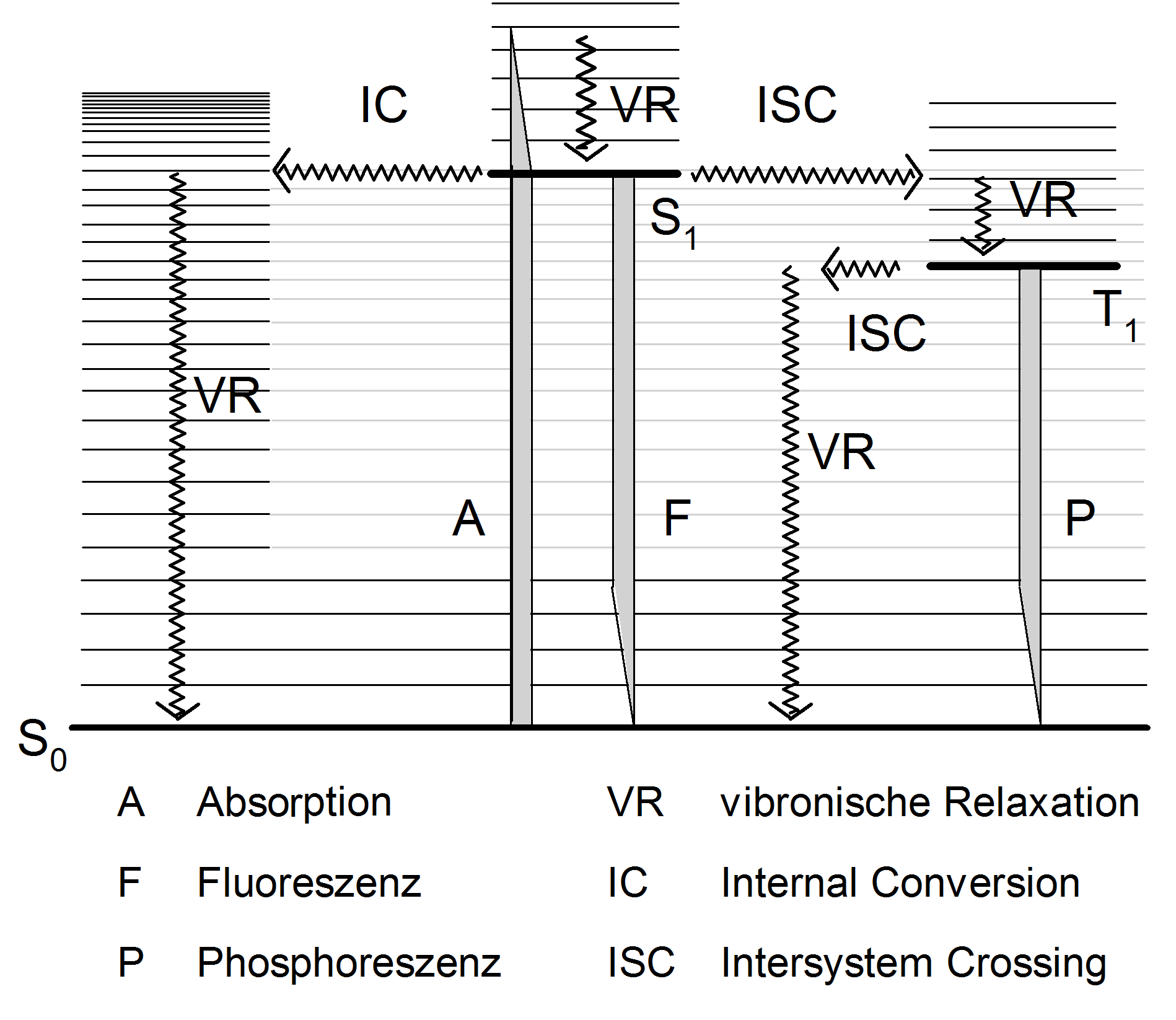
Jablonski-Diagramm

Photophysikalische Prozesse umfassen die Absorption und Emission von Licht sowie die nachgeschalteten strahlungslosen Umwandlungen der jeweiligen angeregten Zustände (ineinander). Bei den photophysikalischen Prozessen finden Änderungen der elektronischen Zustände statt, nicht jedoch Änderungen der chemischen Struktur nach Lichtabsorption; letztere gehören stattdessen zu den photochemischen Prozessen.
Photophysikalische Prozesse lassen sich unterteilen in monomolekulare und bimolekulare Prozesse. Eine übersichtliche Darstellung der Zusammenhänge für monomolekulare Prozesse gibt das Jablonski-Diagramm. Bimolekulare Prozesse spielen eine wichtige Rolle bei Quench- und Energieübertragungsprozessen.
Eine weitere Unterscheidung kann in strahlende und nichtstrahlende Prozesse getroffen werden.
Die hier vorgenommene Beschreibung ist auf molekulare photophysikalische Prozesse fokussiert, die grundlegenden Prinzipien gelten jedoch auch für Vorgänge an einzelnen Atomen oder in Festkörpern.

## Monomolekulare Prozesse

### Absorption
Bei der Absorption eines Photons durch ein Molekül kommt es zur Anhebung eines Elektrons in ein höhergelegenes Orbital. Die Anregung erfolgt in der Regel aus dem Schwingungsgrundzustand des elektronischen Grundzustands heraus (Boltzmann-Verteilung: Schwingungszustände oberhalb des Schwingungsgrundzustands sind bei Raumtemperatur in der Regel nicht oder nur geringfügig besetzt). Die Anregung erfolgt in verschiedene Schwingungszustände des angeregten Zustands.
Die elektronische Anregung unterliegt verschiedenen quantenmechanischen Auswahlregeln. Die Wahrscheinlichkeit, dass die Wechselwirkung eines Photons mit dem Molekül zu einer elektronischen Anregung führt, ist proportional zu M2, dem Quadrat des Übergangsdipolmoments M. Dieses lässt sich wiederum separieren:
{\displaystyle M=\int _{\text{Vib}}\Psi _{v+}^{*}\Psi _{v}\,d^{}r\int _{\text{Orbital}}\Psi _{e+}^{*}\mu \Psi _{e}\,d^{}r\int _{\text{Spin}}\Psi _{s+}^{*}\Psi _{s}\,d^{}r}
in
- den Franck-Condon-Faktor {\displaystyle \int _{\text{Vib}}\Psi _{v+}^{*}\Psi _{v}\,d^{}r},
d. h. das Überlappungsintegral
  - der Schwingungswellenfunktion {\displaystyle \Psi _{v+}^{*}} des angeregten Zustands und
  - der Schwingungswellenfunktion {\displaystyle \Psi _{v}} des Grundzustands
- den Beitrag {\displaystyle \int _{\text{Orbital}}\Psi _{e+}^{*}\mu \Psi _{e}\,d^{}r} der Orbitalüberlappungen
- das Überlappungsintegral {\displaystyle \int _{\text{Spin}}\Psi _{s+}^{*}\Psi _{s}\,d^{}r} der Spinfunktionen.

Den stärksten Einfluss übt das Spinverbot aus: die Spinfunktionen von Singulett- und Triplett-Zuständen sind orthogonal, das zugehörige Überlappungsintegral verschwindet. Das Spinverbot kann durch den Effekt der Spin-Bahn-Kopplung gelockert werden – diese ist jedoch proportional zur vierten Potenz der Kernladungszahl und somit in organischen Molekülen nur sehr schwach ausgeprägt. Typische molare Extinktionskoeffizienten für S0 → T1-Übergänge liegen daher im Bereich von 0,000 01 bis 1 M−1 cm−1, und die entsprechenden Übergänge werden nur unter besonderen experimentellen Bedingungen beobachtet. Das „Orbitalverbot“ differenziert z. B. zwischen nπ*- und ππ*-Übergängen, wobei erstere aufgrund der geringen Überlappung vergleichsweise schwach ausfallen (1 bis 1000 M−1  cm−1), letztere aufgrund der guten Überlappung dagegen zu sehr intensiven Banden führen (1000 bis 100.000 M−1 cm−1).

### Strahlende Prozesse
Fluoreszenz
Bei der Fluoreszenz erfolgt der Wechsel eines elektronischen Anregungszustands zu einem energetisch niedriger liegenden elektronischen Zustand der gleichen Multiplizität (Sn+1 → Sn mit n ≥ 0; Tn+1 → Tn mit n ≥ 1) unter Aussendung eines Photons. Da die Multiplizität erhalten bleibt, ist der Übergang erlaubt und somit schnell: Fluoreszenzlebensdauern (τF) liegen i. a. im Bereich 10−4 bis 10−8 s (die Lebensdauer ist definiert als 1/kF, wobei kF die unimolekulare Geschwindigkeitskonstante des exponentiellen Zerfalls der angeregten Zustände durch Fluoreszenzemission angibt).
Phosphoreszenz
Bei der Phosphoreszenz erfolgt der Wechsel eines elektronischen Anregungszustands zu einem energetisch niedriger liegenden Zustand unterschiedlicher Multiplizität (bei organischen Verbindungen üblicherweise T1 → S0) unter Aussendung eines Photons. Da sich hierbei die Multiplizität ändert, ist der Übergang verboten und somit langsam: Phosphoreszenzlebensdauern (τP) liegen i. a. im Bereich 10−4 bis 102 s oder auch darüber (die Lebensdauer ist definiert als 1/kP, wobei kP die unimolekulare Geschwindigkeitskonstante des exponentiellen Zerfalls der angeregten Zustände durch Phosphorezenzemission angibt).
Aufgrund der geringen Übergangswahrscheinlichkeit können andere Desaktivierungsprozesse oft erfolgreich mit der Phosphoreszenz konkurrieren. Phosphoreszenz von organischen Molekülen wird daher in Lösung meist nicht beobachtet, da Löschung durch Wechselwirkung des angeregten Moleküls mit der Umgebung erfolgt (Stoßprozesse, Triplett-Triplett-Annihilierung im Zuge der Moleküldiffusion, s. u. Bimolekulare Prozesse). Diese Konkurrenzprozesse lassen sich bei tiefen Temperaturen unterdrücken („Einfrieren“ bei 77 K), somit kann in diesem Fall die Phosphoreszenz beobachtet werden.

### Strahlungslose Prozesse
Vibronische Relaxation
Die vibronische Relaxation (VR) beschreibt die Desaktivierung schwingungsangeregter Zustände und führt die Moleküle innerhalb von 10−11 bis 10−9 s in den Schwingungsgrundzustand des jeweiligen elektronischen Zustands. VR schließt sich z. B. an die Absorption, die innere Umwandlung (Internal Conversion) und das Intersystem Crossing an (s. u.).
Internal Conversion
Internal Conversion (IC, innere Umwandlung) ist der strahlungslose, isoenergetische Wechsel zwischen Zuständen gleicher Multiplizität, wobei ein schwingungsangeregtes Niveau des neuen Zustands besetzt wird. An die IC schließt sich die schnelle vibronische Relaxation an. Die IC ist neben dem Intersystem Crossing (ISC) eine Konkurrenzreaktion zur Fluoreszenz.
Intersystem Crossing
Intersystem Crossing (ISC) ist der strahlungslose, isoenergetische Wechsel zwischen Zuständen unterschiedlicher Multiplizität, wobei ein schwingungsangeregtes Niveau des neuen Zustands besetzt wird. An das ISC schließt sich die schnelle vibronische Relaxation an. Das ISC ist neben der Internal Conversion eine Konkurrenzreaktion zur Fluoreszenz. Da es sich beim ISC um einen verbotenen Prozess handelt, sind die zugehörigen Zeitkonstanten vergleichsweise groß. Die ISC-Raten können durch Spin-Bahn-Kopplung (Schweratomeffekt) begünstigt werden.
Liegt der T1-Zustand nur wenig unterhalb des S1-Zustandes, so kann thermisch induziertes ISC in der Richtung T1 → S1 erfolgen, das sich durch eine zeitlich verzögerte Fluoreszenz (Delayed Fluorescence) bemerkbar macht. Das Phänomen ist durch seine Temperaturabhängigkeit zu identifizieren.

## Bimolekulare Prozesse

### Strahlende Energieübertragung
Unter einer strahlenden Energieübertragung versteht man den trivialen Prozess der Emission von Fluoreszenz- oder Phosphoreszenzlicht durch ein angeregtes Molekül mit anschließender Re-Absorption durch ein zweites Molekül. Der Vorgang ist also aus zwei elementaren photophysikalischen Prozessen zusammengesetzt, die jeweils den Grundsätzen der oben diskutierten Gesetzmäßigkeiten unterliegen. Das Überlappungsintegral der Emissions- und Absorptionsspektren bestimmt die Effizienz des Vorgangs.

### Strahlungslose Energieübertragung
Elektronische Anregungsenergie kann durch folgende Prozesse strahlungslos von einem Donor (D) auf einen Akzeptor (A) übertragen werden:
- Coulomb- oder auch Förster-Mechanismus: die entsprechenden Übergangsdipolmomente von Donor und Akzeptor koppeln; entspricht im klassischen Bild der direkten Kopplung eines Senders mit einem Empfänger; Wirkung über vergleichsweise große Distanzen bis zu 100 Å (Abhängigkeit vom Molekülabstand r nach r−6)
- Austausch- oder auch Dexter-Mechanismus: Energieübertragung durch quantenmechanische Austauschwechselwirkung; entspricht dem wechselseitigen Austausch von Elektronen bei einem Stoßprozess; setzt kurze Abstände von 5 - 10 Å voraus (Abhängigkeit vom Molekülabstand nach e−2r/L, L ist dabei die Summe der Van-der-Waals-Radien der beteiligten Moleküle).

Sowohl Förster- als auch Dexter-Transfer unterliegen den Spinerhaltungsregeln, womit die folgenden Prozesse erlaubt sind:
1D* + 1A → 1D + 1A*
und
3D* + 1A → 1D + 3A*
Der erste Prozess äußert sich in Fluoreszenzlöschung (Quenching) bezüglich 1D*, der zweite Prozess ist von Bedeutung bei sensibilisierten Photoreaktionen (vgl. Photochemie, Photosensibilisator).

### Triplett-Triplett-Annihilierung
Treffen zwei triplett-angeregte Moleküle aufeinander, so kann es zur Anregungsübertragung nach folgendem Muster kommen:
3D* + 3A* → 1D + 1A*
Das angeregte Akzeptor-Molekül kann unter verzögerter Fluoreszenz desaktivieren.
Ein in der Photochemie wichtiges Beispiel für die Triplett-Triplett-Annihilierung ist die Bildung von Singulett-Sauerstoff:
3Sens* + 3O2 → 1Sens + 1O2
mit Sens = Sensibilisator.